# Kristian Pilipović
Kristian Pilipović (* 10. Dezember 1994 in Đakovo) ist ein kroatisch-österreichischer Handballspieler.

## Karriere
Handball zu spielen begann der 1,91 Meter große Torwart bei WAT Fünfhaus, mit 15 Jahren wechselte er in die Jugend des Handballclubs Fivers Margareten. Ab der Saison 2007/08 wurde er vom Wiener Handballbund in das Jugendauswahlteam einberufen. Auch in das Jugendnationalteam des Jahrgangs 94 wurde er einberufen. Ab 2012 lief der Wiener für den Handballclub Fivers Margareten in der Handball Liga Austria auf. 2012/13, 2014/15, 2015/16 und 2016/17 sicherte sich Pilipović mit den Margeretnern den ÖHB-Cup Titel, sowie 2015/16 den Österreichischen Meistertitel. 2017 wechselte der Rechtshänder zu RK NEXE Našice. Nach einer Saison in der SEHA-Liga wechselte Pilipović zu den Kadetten Schaffhausen. Mit Schaffhausen gewann er 2019 und 2022 die Schweizer Meisterschaft. Zur Saison 2022/23 wechselte er zum polnischen Erstligisten Wisła Płock. Sein Zwei-Jahres-Vertrag wurde im Dezember 2022 vorzeitig aufgelöst und er kehrte zu den Kadetten Schaffhausen zurück.
Sein erstes von 35 Länderspielen in der österreichischen Nationalmannschaft bestritt er am 10. Juni 2015 gegen Spanien. Pilipović stand im Aufgebot für die Europameisterschaft 2018 und die Weltmeisterschaft 2019.
Nach Ablauf einer dreijährigen Sperrfrist durfte Pilipović ab dem 22. Januar 2022 für sein Geburtsland Kroatien auflaufen. Bei der Europameisterschaft 2022 bestritt er drei Spiele und erreichte mit den Kroaten den 8. Platz.

## Erfolge
- Handballclub Fivers Margareten
  - 1× Österreichischer Meister 2015/16
  - 4× Österreichischer Pokalsieger 2012/13, 2014/15, 2015/16, 2016/17
  - 2× Österreichischer Supercup
  - All-Star-Team Handball Liga Austria 2016
- Kadetten Schaffhausen
  - 3× Schweizer Meister 2018/19, 2021/22, 2022/23
  - 1× Schweizer Supercup 2023/24

## Sonstiges
Pilipović ist mit der ehemaligen bosnisch-österreichischen Handballspielerin Gorica Aćimović verheiratet, mit der er zwei gemeinsame Kinder hat.